# づけあな
づけあなは東京都中央区銀座発祥のちらし寿司、または海鮮丼。

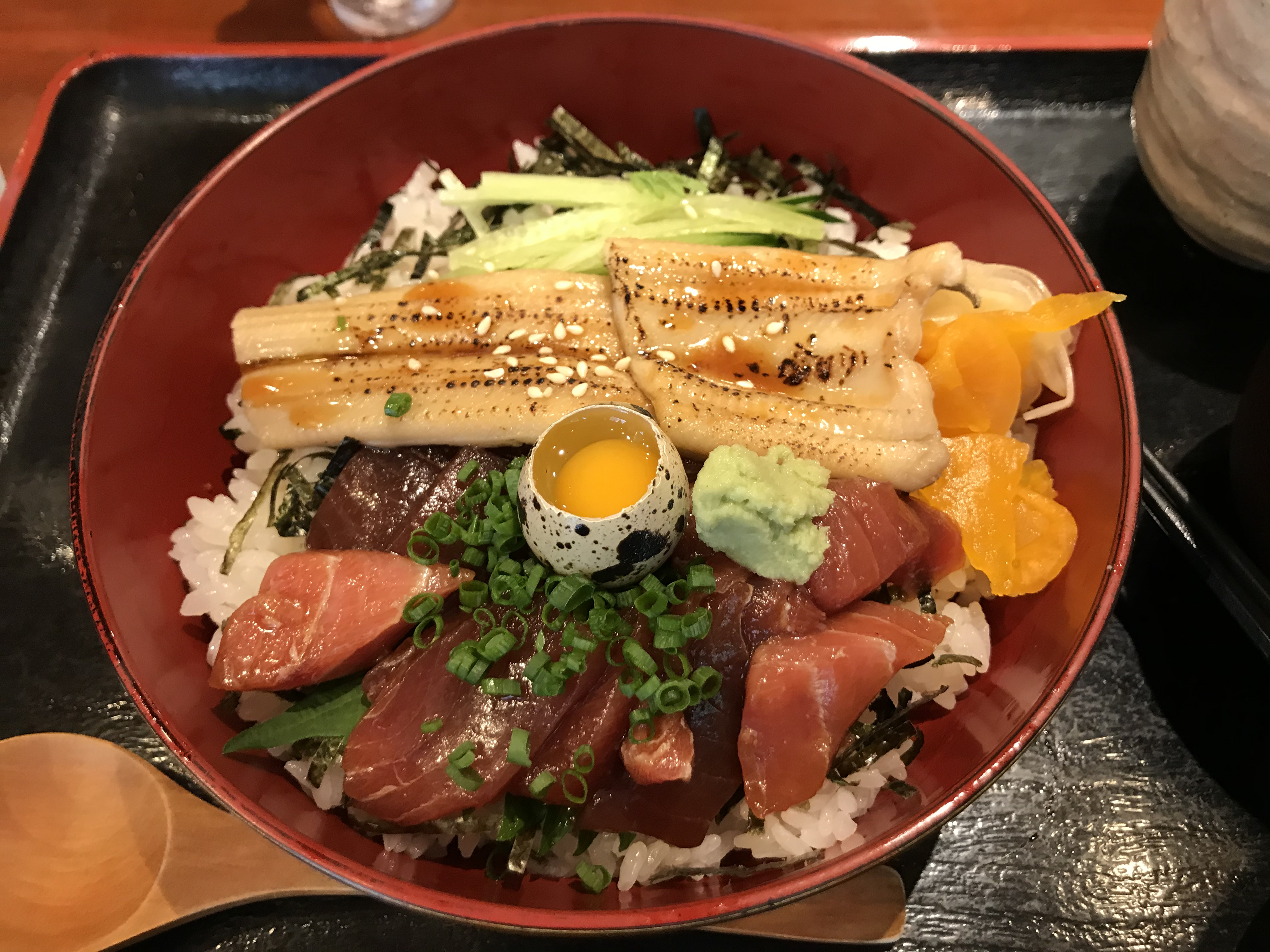
鳥取県の鮨よし㐂のづけあな丼

平成初期に銀座まる伊の店主、伊藤義伸によって考案され、全国に広まった。

## 概要
江戸前寿司を代表する寿司種の漬けまぐろと炙り煮穴子を使った丼料理。
提供される店舗によって多少差はあるが、概ね以下の形を踏襲している。
・漬けまぐろは赤身と中トロの乱切り。薬味として青紫蘇と刻み万能ネギが添えてあり、薔薇の花のように円形に並べたマグロの中心にうずらの生卵が乗っている。
・ふっくらと炊かれた煮穴子は正方形に切り、軽く炙ってツメを塗り白ごまを振ってある。傍に刻みきゅうりが添えてある。
・酢飯は具沢山シャリ（後述）となっている。淵に刻み海苔が散らしてある。
・ガリ、沢庵、山葵が丼の上に添えてある。

## 名称
メインの具材である、まぐろのづけと煮あなごから命名された。店舗によって「づけあなちらし」「づけあな丼」「づけ穴」など表記揺れがある。
発祥の店の銀座まる伊では「元祖づけあなちらし」の名前で提供されている。

## 具沢山シャリ
づけあなの最大の特徴である細工をされたシャリ。
一見ただの酢飯に見えるが、掘り進めると隠れていた5〜11種類の寿司種が顔を出す。
店舗によって工夫を凝らしており代表的なものは、だし巻き玉子、イカ、タコ、エビ、イクラ、サーモンなどである。
箸を入れて初めて色とりどりの具材を拝める様子から、よく彦摩呂のセリフを捩って寿司の宝石箱と称される。

## 評価
すゑひろがりずの南條庄助は雑誌るるぶの企画でづけあなを「まるで宝探し」だと紹介した。
水曜日のダウンタウンの企画でづけあなを食べたみなみかわは、Twitterにて「銀座へ行かれた時は是非」とフォロワーに呼びかけた。
『ミシュランガイド京都・大阪+鳥取2019』にて、鮨よし㐂のづけあな丼がBib Gourmandとして掲載された。

## ギャラリー

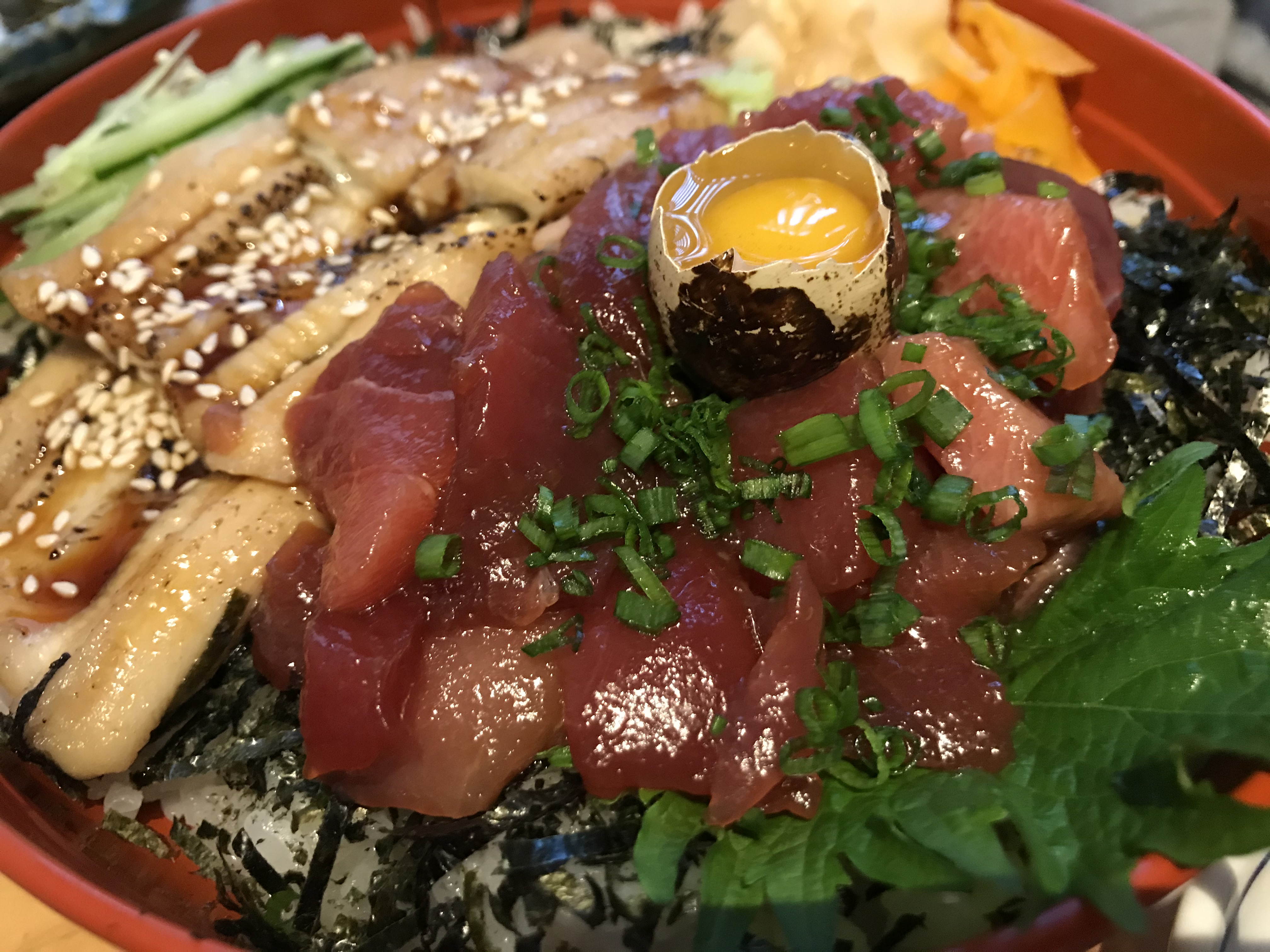
銀座まる伊の元祖づけあなちらし
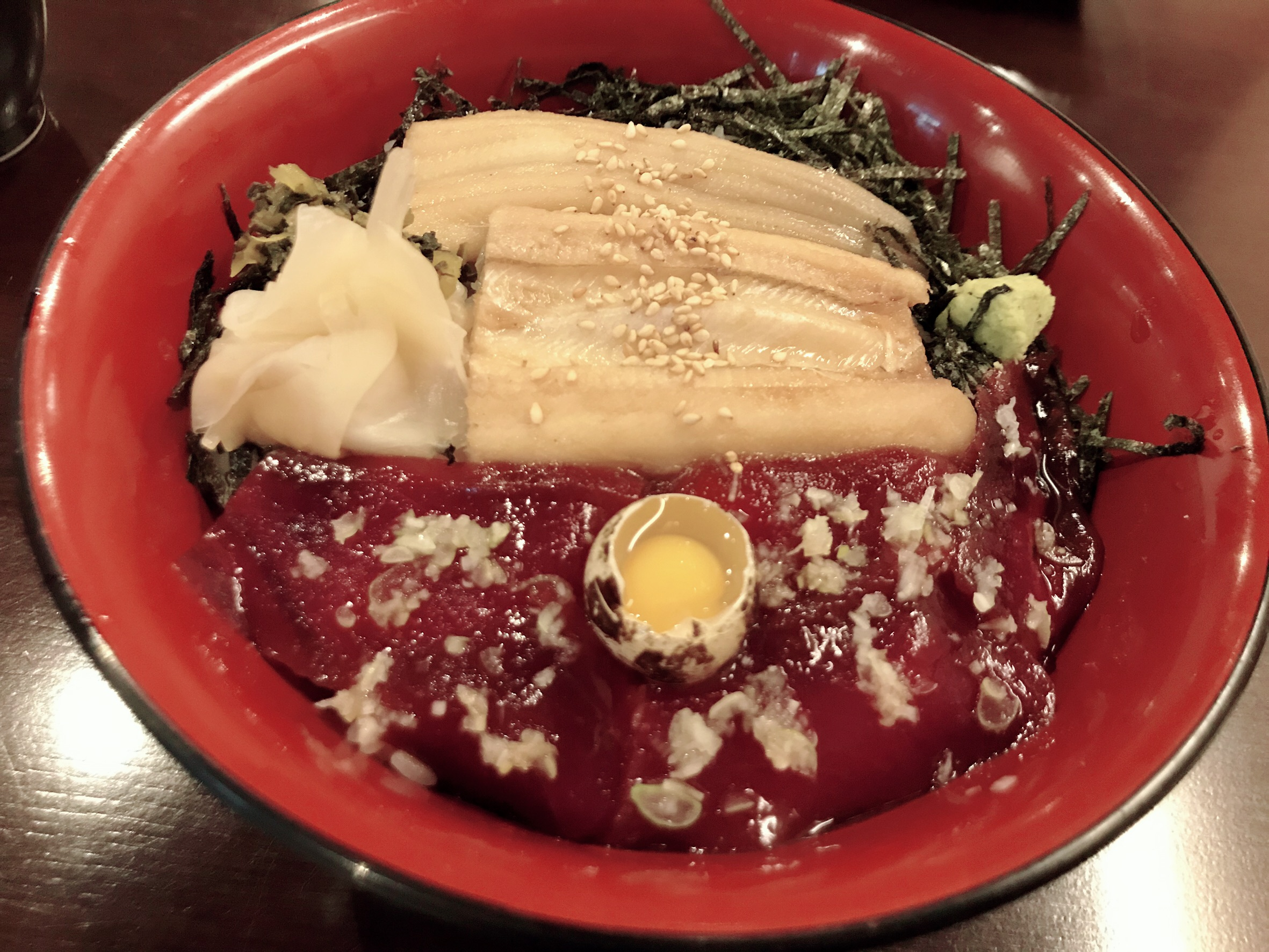
千葉県のすし処きらのづけ穴ちらし
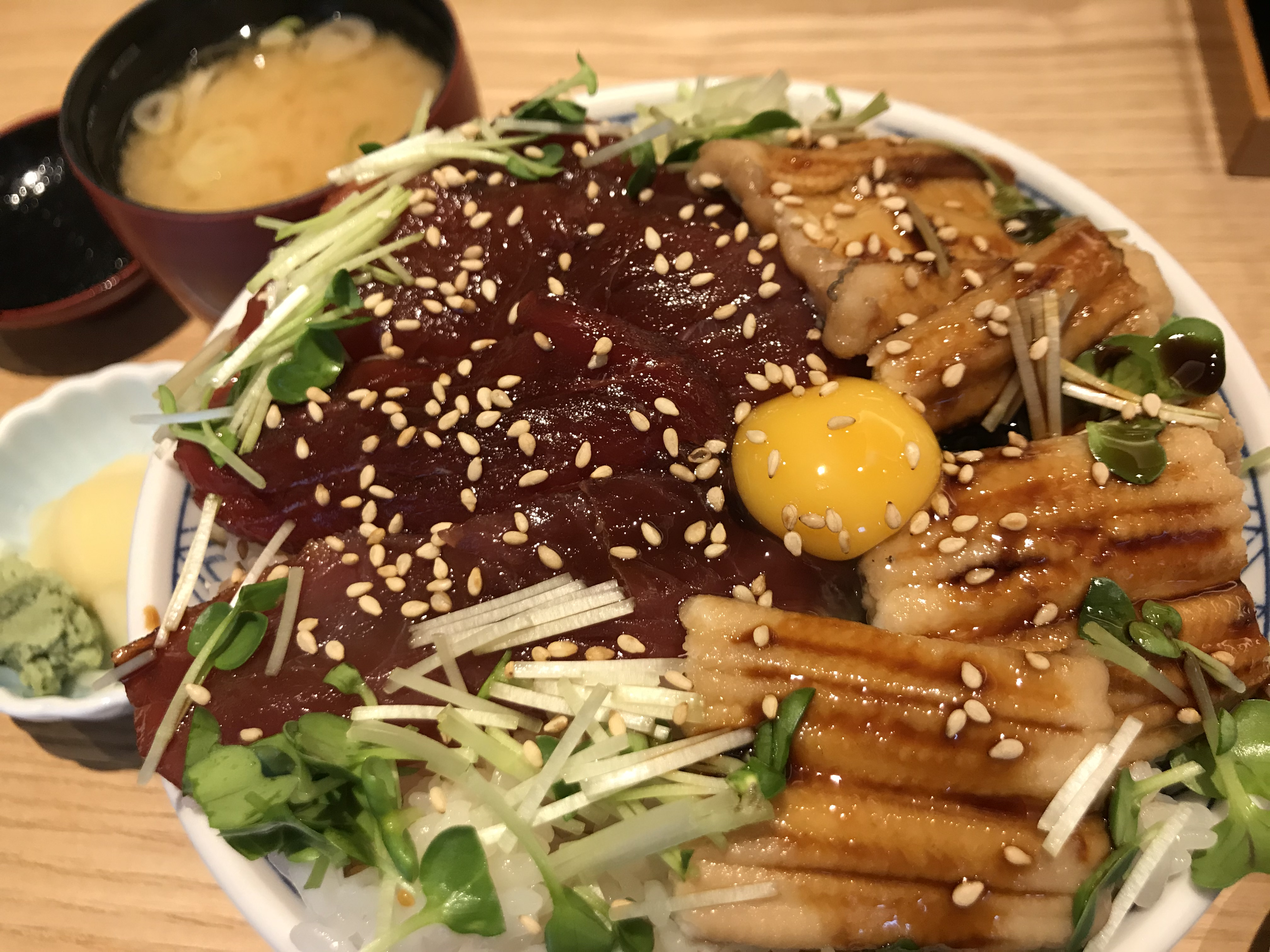
築地玉寿司のづけ鮪穴子丼　全体にかいわれ大根がちらしてある。